# 테르치뇨
테르치뇨(이탈리아어: Terzigno)는 이탈리아 캄파니아주 나폴리현에 위치한 코무네다. 나폴리로부터 동쪽으로 20km 거리에 있다.